# سيبيل شيتزينغر
سيبيل شيتزينغر هي عالمة محيطات وعالمة مناخ في معهد المحيط الهادئ لحلول المناخ، حيث تشغل منصب المدير التنفيذي. وهي أيضًا أستاذة في الدراسات البيئية بجامعة فيكتوريا. 
حصلت على درجة الدكتوراة في علم المحيطات البيولوجية من جامعة رود آيلاند وحصلت على درجة الدكتوراة الفخرية من جامعة أوتريخت. وهي عضو في الأكاديمية الأمريكية للفنون والعلوم، اشتهرت بأبحاثها حول كيفية تأثير البشر وتغييرهم في العمليات الطبيعية والقيمة الحقيقية لعملها. 
عملت سابقًا مديرة لبرنامج Rutgers / NOAA للتعليم والبحوث البحرية التعاوني، وهي أستاذة زائرة في جامعة روتجرز.

## الجوائز والتكريمات
اختيرت شيتزينغر زميلة الاتحاد الجيوفيزيائي الأمريكي عام 2019. 